# Aeroportul Internațional Cuneo
Aeroportul Internațional Cuneo (IATA: CUF, ICAO: LIMZ) este un aeroport din Savigliano, Provincia Cuneo, Piemont, Italia ce deservește zona Cuneo. Aeroportul a fost tranzitat în 2022 de 160.189 de pasageri. A fost deschis în 1929 și numit după zona deservită.
Situat la o altitudine de 386 m, aeroportul dispune de 1 pistă.

## Infrastructură

### Piste
Aeroportul dispune de o singură pistă. Pista 03/21 are suprafața de asfalt și dimensiunile 2.104 m × 45 m. 